# 의약 분업
의약 분업(醫藥分業, separation of prescribing and dispensing, dispensing separation)은 의학과 약학에서 의사는 처방을 내리고 약사는 처방약을 제공함으로써 이 둘의 업무를 독립적으로 분리시키는 것을 의미한다.
서양에서 수세기 동안 의사와 약사의 분리를 지켜왔다. 여러 아시아 국가들에서는 의사가 처방약을 제공하는 전통도 존재한다. 대한민국의 경우 대한민국의 의약 분업 제도 문서를 참고할 것.
동시대의 연구자들과 의료 정책 분석가들은 이러한 전통과 영향에 대해 깊이 탐구해왔다. 의약분업을 찬성하는 사람들은 의약분업은 의료 산업의 관심사 충돌, 과잉 진료를 줄이고 가격을 낮춰준다고 주장한다.

## 아시아 국가
수많은 아시아 국가에서는 전통적인 의약 분업은 이루어지지 않고 있다. 2016년 기준으로 말레이시아에서는 의약분업은 정부 소속 병원에서만 이루어지고 있다. 대한민국 정부는 2000년에 의약 분업에 관한 법을 통과시켰다.

## 추가 문헌
- Trap, B (1997). “Practices of dispensing doctors - drug use and health economics”. 《archives.who.int》. World Health Organization. 2011년 7월 8일에 원본 문서에서 보존된 문서. 2017년 2월 14일에 확인함.

## 같이 보기
- 대한민국의 의약 분업 제도